# Axonopatías

## Introducción
El axón, cilindroeje o neurita es una prolongación de las neuronas especializadas en conducir el impulso nervioso desde el cuerpo celular o soma hacia otra célula.
Existen procesos neurotóxicos que afectan al axón, conocidos como axonopatías, en las cuales, el axón se degenera, y como consecuencia de ello también se degenera la vaina de mielina que rodea el axón; no obstante, permanece intacto el cuerpo celular de la neurona. El agente tóxico responsable de esta patología, produce una sección química del axón en algún punto de la trayectoria, degenerando la parte distal a esa sección.

## Degeneración axonal
El cuerpo celular y el axón o axones, forman una unidad trófica y, por tanto, la sección o lesión de un axón provocará degeneración en cada uno de los lados de la sección. El segmento que quede entre la lesión y el extremo del axón pierde la excitabilidad y al final muere, sufriendo lo que se conoce como degeneración walleriana, en la que el axón se desintegra de manera irreversible.
La degeneración walleriana está basada en una degeneración de la neurona como consecuencia de un daño que cause una disrupción entre el axón y el cuerpo celular.
Por otro lado, el segmento proximal del axón, que se encuentra entre la lesión y el cuerpo neuronal, puede experimentar una degeneración retrógrada, que afecta a la célula, produciéndose una tumefacción y redondeamiento de esta, y en la que núcleo pasa a situarse en la periferia, produciéndose lo que se conoce como “células en ojo de pez”.
La regeneración axonal es posible en el SNP, aunque no en el SNC siempre que el cuerpo neuronal no se lesione. La degeneración del axón suele afectar de forma secundaria a la vaina de mielina, al igual que si degenera la vaina de mielina produce consecuencias en las que el axón se ve afectado.

## Agentes tóxicos
La mayoría de los agentes tóxicos actúan bien primariamente sobre el cuerpo celular y secundariamente sobre el axón, o bien directamente en la porción distal del axón, seguido de progresión retrógrada. Hay pocas sustancias conocidas que afecten inicialmente la porción proximal, este es el caso del β,β´-iminodipropionitrilo (IDPN) y del aluminio,
El IDPN es el responsable del que se conoce como “síndrome del vals”, en el que se ve alterado del equilibrio de la persona al producirse una degeneración de los neurofilamentos del epitelio ciliado vestibular. El neuroepitelio olfatorio también se encuentra lesionado como consecuencia de la acción tóxica del IDPN.
La ingesta de IDPN produce la aparición de grandes hinchazones, en la porción proximal del axón, que se encuentran repletas de neurofilamentos, pero respetando la parte distal, que no degenera, sino que se atrofia.
Sustancias como el sulfuro de carbono, la acrilamida, los metabolitos de los hidrocarburos de 6 y 7 átomos de carbono y dicetonas, afectan a la parte distal del axón afectando los neurofilamentos, los cuales se compactan, interrumpiéndose el transporte axoplásmico. Se dan también lesiones tubulovesiculares en el retículo endoplásmico liso de la porción distal como consecuencia de sustancias tales como el triortocresil fosfato y el dipiritionato de cinc.
Gamma-dicetonas. La exposición crónica a n-hexano, por ejemplo en el medio de trabajo, produce una axonopatía sensitivomotora distal. El hexano sufre un proceso de oxidación en el que se genera у-dicetona-2,5-hexanodiona (HD), que puede reaccionar con los radicales amino los tejidos formándose pirroles, que entrecruzan los neurofilamentos y producen conglomerados neurofilamentosos en el axón subterminal y distal, deformándose la anatomía nodal y viéndose afectando el transporte axonal.
Disulfuro de carbono. Una intensa exposición a este compuesto produce una axonopatía distal que se traduce en lesiones y manifestaciones clínicas idénticas a las causadas por el hexano. Además de esta axonopatía crónica puede producir trastornos afectivos y signos de encefalopatía difusa.
Acrilamida. La acrilamida es un monómero de vinilo muy utilizado por la industria con usos muy diversos, como puede ser la fabricación de derivados de papel, como floculante en el tratamiento del agua, como estabilizador del suelo e impermeabilizante, y en los laboratorios de investigación para obtener geles de poliacrilamida. La neuropatía que induce es una axonopatía distal tóxica que comienza causando la degeneración de las terminaciones nerviosas.
Piridinationa. La piridinationana de cinc destaca por sus propiedades antibacterianas y antifúngicas, formando parte de champús que combaten la seborrea y la caspa. La piridinationa dificulta los sistemas rápidos de transporte axonal, altera la carga y descarga de las vesículas de transporte rápido, y retrasa el transporte retrógrado de las vesículas. Produce menor fuerza de agarre y la aparición de lesiones en las terminaciones del axón, que provocan una neuropatía periférica.
En reposo la membrana del axón está altamente polarizada, presentando carga positiva en la cara exterior (iones Na+), y negativa en la interior (iones K+). Cuando se produce un estímulo, se abren los canales de Na+, el sodio entra en el interior de la célula y se despolariza. Las toxinas tetrodotoxina (TTX) y saxitosina de ciertos peces y moluscos, bloquean debido a su grupo guanidino, el canal de sodio impidiendo la entrada de éste y por tanto la despolarización de la célula. Por el contrario, los insecticidas DDT y piretroides evitan que se cierren los canales de Na+ cuando están abiertos, por lo que se prolonga la despolarización y se ocasiona hiperexcitación.
Ésteres organofosforados. Muller en 1939 descubre las propiedades insecticidas del DDT. Surge entonces una revolución en el campo de los pesticidas, incorporándose productos de síntesis orgánica en la lucha contra plagas y enfermedades. Además de utilizarse como plaguicidas, también se emplean como aditivos de los plásticos y de los derivados del petróleo. Su mecanismo de acción se basa en la inhibición la acetilcolinesterasa, que es la enzima que degrada la acetilcolina. Por lo tanto se consideran colinérgicos indirectos ya que al hiñir la enzima que la degrada, aumentan los niveles de acetilcolina. Destacan por su alta liposolubilidad, por la que penetran en gran medida en el Sistema Nervioso, donde alquilan o fosforilan macromoléculas, produciéndose efectos tóxicos tardíos. La degeneración de los axones no es inmediata tras el contacto con el éster organofosforado, si no que tras la exposición a una sola dosis alta tardan aproximadamente siete días en aparecer los signos clínicos de la axonopatía. La lesión axonal del SNP se repara fácilmente, y el nervio periférico resiste, sin regenerar, la repetición de nuevas dosis del tóxico. Por el contrario, la degeneración axonal que afecta a las vías largas de la médula espinal es progresiva.
La lesión de los axones de los nervios periféricos se manifiesta como neuritis o neuropatías, distinguiéndose entre la mononeuritis y la polineuritis; si la afectación es en la raíz nerviosa, a la salida del nervio de la médula, se denomina radiculitis. Las etiologías más frecuentes son la infección, la compresión o la intoxicación. Frecuentemente se debe a carencia vitamínica, de aneurina, tiamina o vitamina B1, y en ocasiones, tras administración de isoniazida o gran consumo de etanol, de piridoxina o B6. La sintomatología comienza con parestesia (hormigueos), continuando con dolor, anestesia, parálisis, y atrofia de los músculos inervados por el nervio afectado.
En las intoxicaciones es más frecuente la polineuritis que la mononeuritis. Los principales tóxicos polineuríticos son Pb, Cu, As, Bi, Cr, Tl y disolventes orgánicos.
La mielina y los axones pueden regenerarse, pero las lesiones con destrucción de neurona son irreversibles.